# Comté de Werdenberg
?–1798
Le comté de Werdenberg est un ancien comté située dans l'actuel canton de Saint-Gall. Le comté appartient successivement à plusieurs familles nobles, avant d'être vendu au canton de Glaris en 1517. Il est supprimé en 1798.

## Histoire
Le comté appartient d'abord aux comtes de Montfort, puis aux Werdenberg-Heiligenberg. Les Sax-Misox achètent la seigneurie en 1482, qui passe au canton de Lucerne 1485, aux barons de Castelwart en 1493 puis aux Hewen en 1498. Le canton de Glaris achète le comté en 1517. Le comté est supprimé en 1798.

### DIctionnaire historique de la Suisse
- Lorenz Hollenstein (trad. Florence Piguet), « Werdenberg » dans le Dictionnaire historique de la Suisse en ligne, version du 3 octobre 2013.